# La Capilla (distrito)
O Distrito de La Capilla  é um dos 11 distritos da Província de General Sánchez Cerro, departamento Moquegua, Peru.

## Transporte
O distrito de La Capilla  não é servido pelo sistema de estradas terrestres do Peru.